# Понтоток (Мисисипи)
Понтоток (енгл. Pontotoc) град је у америчкој савезној држави Мисисипи.

## Демографија
По попису из 2010. године број становника је 5.625, што је 372 (7,1%) становника више него 2000. године.
| Група             | 2000.         | 2010.         |
| Белци             | 4.044 (77,0%) | 3.779 (67,2%) |
| Афроамериканци    | 1.003 (19,1%) | 1.149 (20,4%) |
| Азијати           | 12 (0,2%)     | 14 (0,2%)     |
| Хиспаноамериканци | 145 (2,8%)    | 602 (10,7%)   |
| Укупно            | 5.253         | 5.625         |